# Ministère de la Défense nationale (Philippines)
Pour les articles homonymes, voir Ministère de la Défense nationale.
Le ministère de la Défense nationale (MDN ; en philippin : Kagawaran ng Tanggulang Pambansa, KTP et en anglais : Department of National Defense, DND) est le département exécutif du gouvernement philippin (en) chargé de se prémunir contre les menaces externes et internes à la paix et à la sécurité dans le pays. Le ministère de la Défense nationale exerce une supervision exécutive sur les forces armées des Philippines (AFP), le Bureau de la défense civile (OCD), le Bureau des anciens combattants des Philippines (PVAO), le Collège de défense nationale des Philippines (NDCP), l’Arsenal gouvernemental (GA) et le Veterans Memorial Medical Center (VMMC). Il est également responsable de la préparation et de la gestion des catastrophes dans le pays.
Il est dirigé par le secrétaire à la Défense nationale, qui est membre du cabinet du président. L’actuel secrétaire à la Défense nationale des Philippines est Gilbert Teodoro (en) à compter du 5 juin 2023.

## Histoire
Le ministère de la Défense nationale a été officiellement organisé le 1er novembre 1939, conformément au décret exécutif n°230 du président Manuel L. Quezon pour mettre en œuvre la loi du Commonwealth n°1 ou la loi sur la défense nationale de 1935, adoptée par la Chambre des représentants le 31 décembre 1935, et la loi du Commonwealth n°340 créant le ministère.
Tout au long de son existence, le département a pour fonctions de faire respecter la loi, de lutter contre la criminalité et de garantir la sécurité extérieure et intérieure du pays. En tant que tel, le MDN s’occupe également des éléments criminels. En effet la police philippine (PC), alors une branche importante des forces armées chargée de faire respecter la loi et de maintenir la paix et l’ordre, était sous sa supervision, en plus des autres services majeurs de l’AFP (armée, marine, armée de l’air) qui sont occupés à combattre les insurgés comme les communistes et les sécessionnistes musulmans.
Pendant la loi martiale, le ministère de la Défense nationale est devenu le ministère le plus puissant de la branche exécutive sous la direction du ministre de la Défense de l’époque, Juan Ponce Enrile, qui a ensuite été nommé superviseur de la loi martiale par le président de l’époque, Ferdinand Marcos, commandant en chef de l’armée. Toujours pendant la loi martiale, Marcos, qui a assumé des pouvoirs dictatoriaux, a publié un décret créant l’Autorité nationale du renseignement et de la sécurité (NISA), pour être l’agence nationale de renseignement du pays dotée de larges pouvoirs en matière de renseignement et de sécurité nationale. La NISA a également servi de force de police secrète de Marcos, et est devenue l’agence la plus puissante, et le statut du MND a diminué. La NISA était dirigée par le général Fabian Ver, l’homme de confiance de Marcos, qui était également à l’époque le commandant du Commandement de la sécurité présidentielle de l’époque. Plus tard, il a été nommé à l’état-major des forces armées, devenant ainsi l’officier militaire le plus puissant.
À la fin du régime de Marcos en 1986, le MDN a continué à exercer les pouvoirs nécessaires pour s’occuper de la criminalité et de la défense intérieure et extérieure du pays jusqu’en 1991, date à laquelle la présidente de l’époque, Corazon Aquino, a signé la loi de la République n°6975 transmettant la responsabilité de faire appliquer toutes les lois pénales au ministère de l'Intérieur et des Gouvernements locaux (en) ou DILG. Les deux départements partagent toutefois la responsabilité de garantir la sécurité intérieure.

## Liste des secrétaires du ministère de la Défense nationale
- Secrétaire à la Défense nationale (Philippines) (en)

## Structure
Le département est dirigé par le secrétaire à la Défense nationale, avec les cinq sous-secrétaires et secrétaires adjoints suivants.
- Sous-secrétaire à la Défense nationale/Sous-secrétaire principal
- Sous-secrétaire aux acquisitions et à la gestion des ressources
- Sous-secrétaire aux Affaires civiles, aux Anciens combattants et à la Réserve
- Sous-secrétaire à l’évaluation et à la planification stratégiques
- Sous-secrétaire à l’évaluation et au développement des capacités
- Secrétaire adjoint aux plans et programmes
- Secrétaire adjoint aux ressources humaines
- Secrétaire adjoint à l’évaluation stratégique et aux affaires internationales
- Secrétaire adjoint à la gestion financière
- Secrétaire adjoint à la logistique, aux acquisitions et à la posture de défense autonome
- Secrétaire adjoint à l’immobilier et aux installations

## Agences rattachées
- Arsenal gouvernemental
- Collège de défense nationale des Philippines (en)
- Conseil national de sécurité
- Bureau de la défense civile
- Société de développement aérospatial des Philippines
- Bureau des anciens combattants des Philippines
- Forces armées des Philippines
- Centre médical commémoratif des anciens combattants
- Groupe de sécurité présidentielle
- Académie militaire des Philippines
- Conseil national de réduction et de gestion des risques de catastrophe
- Groupe vice-présidentiel de sécurité et de protection